# Dikkie Dik
Dikkie Dik is een serie kinderprentenboeken met in de hoofdrol de gelijknamige rode kater Dikkie Dik. De boeken zijn getekend door Jet Boeke en voorzien van korte, bondige teksten door Boeke en Arthur van Norden. De tekeningen van Jet Boeke zijn eenvoudig, met heldere lijnen, vriendelijke kleuren en weinig achtergrond. Dikkie Dik is een echte kat met kattenstreken, geen beest met menselijke trekjes. Boeke wordt vooral geïnspireerd door de gedragingen van haar eigen katten.

## Geschiedenis

### Ontstaan
Dikkie Dik dankt zijn ontstaan aan Costa Rica. Hier kruiste poes Domino het pad van Jet. Domino is de moeder van de échte Dikkie Dik, die model stond voor de oranje kater. De echte Dikkie Dik was overigens wit, maar die kleur was niet geschikt als illustratie. 

Jet Boeke over het ontstaan van Dikkie Dik: 
‘Na mijn opleiding trok ik twee jaar door de Verenigde Staten. Daar zag ik het kinderprogramma Sesame Street en ik was er meteen heel enthousiast over. Terug in Nederland bleek dat Sesamstraat hier net van start ging. Ik nam contact op met de programmamakers. ‘Kom maar met een idee,’ zeiden ze. Voor kinderen van een jaar of zes was er voldoende materiaal (veel ervan komt nog steeds uit Amerika), dus het lag voor de hand iets voor de jongste kijkertjes te maken. Wat vinden peuters leuk? Voorgelezen worden! Dus ik stelde voor prentenboeken te maken die dan weer voorgelezen zouden worden op de televisie. Het idee werd goedgekeurd. De hoofdpersoon werd mijn eigen kat, Dikkie Dik. Ik maakte verhalen in tekeningen, zodat kinderen die niet tegelijkertijd kunnen kijken en luisteren het ook konden snappen. Arthur van Norden ging de tekst bij de tekeningen maken. Na verloop van tijd ben ik ook zelf de verhalen gaan schrijven. Het bedenken en tekenen en schrijven van prentenboeken doe ik nog steeds erg graag.’

### Sesamstraat
Jet Boeke maakte haar eerste Dikkie Dik-prentenboek voor het televisieprogramma Sesamstraat. Op 3 maart 1978 verscheen Dikkie Dik voor het eerst als voorleesverhaal in het programma. Sindsdien is hij niet meer weg te denken uit de Nederlandse cultuur. In Sesamstraat werden de verhalen eind jaren zeventig voorgelezen door Piet Hendriks, waarbij de personages Tommie, Pino en/of Troel aandachtig luisterden, vanaf het vierde seizoen in 1980 werden ze voorgelezen door Rudy Kuhn met enkele kinderen om hem heen als luisterpubliek, vanaf 1985 nam Frank Groothof dit over. Tijdens het voorlezen zagen de kijkers het verhaal in beeld. Zij zagen de plaatjes die bij het verhaal hoorden. De bijbehorende tekst stond in de boekjes onder de plaatjes. 

### Verdere ontwikkelingen
Uitgeverij Gottmer gaf in 1983 de eerste Dikkie Dik-boekjes uit. De afgelopen 40 jaar illustreerde en schreef Jet Boeke honderden verhalen over de oranje kater en inmiddels zijn er miljoenen boeken verkocht. Elk huishouden heeft wel één Dikkie Dik-boek in huis. Inmiddels is Dikkie Dik niet alleen maar in prentenboeken te zien, maar zijn er ook knuffels, handpoppen, spelletjes, magazines, briefpapier, wenskaarten en nog meer artikelen beschikbaar.
De populaire oranje kater is ook in het theater te zien: er zijn verschillende theaterproducties die door het land touren met verhalen over Dikkie Dik.  De voorstelling Dikkie Dik & ik speelde ook in China.
In 2000 kreeg Boeke de Kiekeboekprijs voor Waar is Dikkie Dik?, als het beste peuterboek van het afgelopen jaar.
In 2009 verscheen bij TNT Post een uniek Dikkie Dik-postzegelvel met drie postzegels en postkaarten.

## Uitgaven
- 1983 - Dikkie Dik omdraaiboekje - Het vogeltje/De speelgoedbeer[1][2]
- 1983 - Dikkie Dik omdraaiboekje - Het schaap/Drie vrienden[1]
- 1991 - Dikkie Dik gaat buiten spelen
- 1998 - Het blauwe blokboekje
- 1998 - Het groene blokboekje
- 1998 - Dikkie Dik Voorleesboek 2
- 1998 - Dikkie Dik naar het strand
- 1998 - Het rode blokboekje
- 1999 - Het gele blokboekje
- 1999 - Het geblokte blokboekje
- 1999 - Het roze blokboekje
- 1999 - Het witte blokboekje
- 1999 - Het oranje blokboekje
- 1999 - Het dikkerdandikke avonturenboek
- 2000 - De ballon
- 2001 - Dikkie Dik gaat in bad
- 2003 - Dikkie Dik jarig!
- 2004 - Dikkie Dik Kiekeboekje
- 2005 - Het vier verhalen boek
- 2005 - Dikkie Dik viert Sinterklaas
- 2005 - Dikkie Dik viert Kerstmis
- 2006 - Dikkie Dik telt voor tien
- 2007 - Welterusten Dikkie Dik
- 2008 - Het dikke verjaardagsboek
- 2008 - Dikkie Dik knisperboekje
- 2010 - Puzzelboek Dikkie Dik viert feest
- 2011 - Het dubbeldikke voorleesboek van Dikkie Dik

## Films
In 2024 werden twee bioscoopfilms uitgebracht met Dikkie Dik in de hoofdrol. In juni 2024 verscheen de film Dikkie Dik en de verdwenen knuffel, deze werd in december 2024 opgevolgd met de film Dikkie Dik 2: Een nieuwe vriend voor Dikkie Dik. Na het uitbrengen van de films verscheen het verhaal tevens in boekvorm.

## Satire
De theatershow Sex van de Nederlandse theatergroep De Vliegende Panters bevat een persiflage op Dikkie Dik. Dit was feitelijk een parodie op de verteller van Surinaamse afkomst Rudy Kuhn, die in de jaren tachtig in het programma Sesamstraat uit Dikkie Dik voorlas. Dikkie Dik steelt onder andere een autoradio en zet een shot. De theatershow Sex werd door hen in 1996 op de planken gebracht. Rudy Kuhn was toen al bijna 10 jaar niet meer op Sesamstraat te zien.